# مشاهده شیء ناشناس پرنده در مکزیک
این فهرست جزئی از مشاهدات ادعایی شیء ناشناس پرنده (UFO) در مکزیک است.

## ۱۸۸۳
در ۱۲ آگوست ۱۸۸۳، اخترشناسی بنام خوزه بونیلا گزارش داد: در حالی که فعالیت لکه‌های خورشیدی را در رصدخانه زاکاتکاس در مکزیک مشاهده می‌کردم «بیش از ۳۰۰ جرم تاریک و ناشناس را دیدم که از جلوی خورشید عبور می‌کردند». او تعدادی عکس با صفحه مرطوب با نوردهی ۱/۱۰۰ ثانیه گرفت. اگرچه بعداً مشخص شد که این اشیاء در واقع غازهایی بودند که در سطح بالا پرواز می‌کردند.

## ۱۹۷۴
- به گفته یوفولوژیست‌ها، ساکنان محلی در ۲۵ اوت ۱۹۷۴ از برخورد میان یک بشقاب پرنده و یک هواپیمای کوچک در نزدیکی شهر کویامه خبر دادند و به دنبال آن تحقیقات نظامی و پنهان‌کاری بر روی این اتفاق صورت گرفت. با این حال مورخان می‌گویند که این «گزارش بشقاب پرنده» احتمالاً ناشی از سقوط هواپیمای سسنا در سال ۱۹۷۴ است.[۲]

## ۲۰۰۴
- در روز جمعه، ۵ مارس، خلبانان نیروی هوایی مکزیک با استفاده از تجهیزات مادون قرمز برای جستجوی هواپیمای قاچاق مواد مخدر رفته بودند که ۱۱ شی ناشناس را بر فراز آسمان در جنوب کامپچه مشاهده کردند. وزارت دفاع مکزیک در ۱۲ مه یک بیانیه مطبوعاتی همراه با نوار ویدئویی منتشر کرد که نورهای درخشان متحرک را در ارتفاع ۱۱۵۰۰ فوتی نشان می‌داد. یوفولوژیست مکزیکی، جیمی ماوسان، نوار ویدئویی را به عنوان «اثبات بازدید از بیگانگان» تفسیر کرد، اما مایکل شرمر، نویسنده علمی و بدبین، از اظهارات شاهدان که «به شدت متفاوت بود» انتقاد کرد و گفت: «این اتفاق مانند داستان یک ماهیگیر بود که با هر بازگویی بیشتر می‌شد و تغیر می‌کرد». کارشناسان دیگر پیشنهاد کردند که این چراغ‌ها به احتمال زیاد شعله‌های آتش‌سوزی در سکوهای نفتی دریایی در خلیج مکزیک بوده‌است.[۳]